# Vyadhapura
Vyadhapura (tiếng Phạn: व्याधपुर, Vyādhapura) là một đô thị cổ đại, có lẽ từng là kinh đô của vương quốc Phù Nam thời kỳ sơ khai, được giới khảo cổ xác định là tọa lạc tại huyện Ba Phnum ngày nay.